# Coelwald
Coelwald  was koning van Mercia in het jaar 716.
Koning Coelred overleed in 716 en werd volgens bronnen van de Kathedraal van Worcester opgevolgd door Coelwald. De twee waren waarschijnlijk broers en daarmee de laatste directe afstammelingen van Penda van Mercia.
De meeste bronnen spreken echter het koningschap van Coelwald tegen en beweren dat Coelred direct opgevolgd werd door Æthelbald van Mercia.
Als Coelwald koning is geweest, is hij dit maar voor een zeer korte periode geweest, want het is zo goed als zeker dat Æthelbald in het jaar 716 al koning was.